# Kusztos Endre
Kusztos Endre (Makfalva, 1925. szeptember 27. – Marosvásárhely, 2015. február 14.) erdélyi magyar festő és grafikus. A Román Képzőművészek Szövetsége és a Magyar Művészeti Akadémia tagja (2005).

## Életútja
Idősebb Kusztos Endre református kereskedő családjában született, édesanyja Kusztos Vilma. Szaktanulmányait a kolozsvári Magyar Művészeti Intézetben kezdte (1949), ugyanitt a Ion Andreescu Képzőművészeti Főiskolán szerzett oklevelet (1955). Mestere Miklóssy Gábor volt. Az Erdőszentgyörgyi Múzeumban dolgozott (1962–65), 1966 óta szovátai, majd kolozsvári szabadfoglalkozású művész.
Tapasztalatait külföldi tanulmányutakon és művésztelepeken gazdagította. Gy. Szabó Béla anyagi támogatása segítségével a Szovjetunió jelentős képzőművészeti múzeumait látogatta 1961-ben. 1969–70-ben Csehszlovákiában és Magyarországon magán jellegű utakat tett. A Román Képzőművészek Szövetsége megbízásából a Szovjetunió közép-ázsiai területein, 1977-ben pedig az Amerikai Egyesült Államokban járt. Gyakran festett művésztelepeken, a Makói művésztelep (1973, 1993, 1994, 1995, 1996, 1997) egyik leggyakoribb vendége, ezen kívül a gyergyószárhegyi (1974, 1975 ), zimniceai (1976), Valea Nucarilor-i (1979), medgidiai (1980) művésztelepeken alkotott.

## Művészete
Szénrajzaiban a műkritika Nagy István folytatását látja. „Nagyméretű, tónusos szénrajzain legtöbbször a szülőföld, a Kis-Küküllő mente és az erdélyi Sóvidék tájait örökíti meg. Faluképeiben, csonkult ágú, sziklába kapaszkodó fáiban a kisebbségi lét jelképeit teremti meg.”(Murádin Jenő)
"Amikor felfedezte [...] a jelentéktelen tárgyak, vízmosások, hordalékanyagok, indák, gyökerek birodalmát, tulajdonképpen akkor találta meg [...] a jelentéktelenben a jelentőset" – írta róla Gazda József. Bel- és külföldi kiállításai után a Korunk Galériában is szerepelt (1997).
Állandó tárlata 1976 óta látogatható Makfalván.

## Kiállításai[2]

### Egyéni (válogatás)
- 1958 • Erdőszentgyörgy
- 1959 • Szováta
- 1968, 1993 • Kolozsvár
- 1969 • Marosvásárhely
- 1970 • Székelyudvarhely
- 1972 • Magyar Nemzeti Galéria, Budapest; Martonvásár; Debrecen; Mezőtúr
- 1974 • József Attila Múzeum, Makó
- 1977 • Magyar Ház, New York; Katolikus Művelődési Ház, Detroit; Los Angeles
- 1990 • Leányfalu
- 1994 • Százhalombatta, Makó
- 1995 • Hármasfalu
- 1997 • Korunk Galéria, Kolozsvár
- 2004 • Testvéreim a fák c. kiállítása, Hatvany Lajos Múzeum, Hatvan
- 2008 • láttyátok feleim… – Kusztos grafikai tárlata, Művelődési Ház, Székelyudvarhely
- 2011 • Kusztos Endre grafikusművész kiállítása, Újpest Galéria, Budapest

### Csoportos kiállításai (válogatás)
- 1961 • Kijev, Leningrád, Moszkva
- 1969 • Pozsony
- 1971 • Prága
- 1971 • Szovjetunió
- 1972 • Magyarország
- 1995 • Makói művésztelep, Makó
- 1997 • A Barabás Miklós Céh őszi tárlata, Marosvásárhely
- 2000 • Miklóssy Gábor növendékei, Vigadó Galéria, Budapest
- 2002 • Felezőidő. Romániai magyar művészet 1965–75, Ernst Múzeum, Budapest
- 2005–2006 • Ezredvégi nyomok. Tíz romániai magyar grafikus. Külföldi Magyar Intézetek Igazgatósága, Róma, Párizs, Brüsszel, Berlin, Stuttgart, Szófia, Bukarest

## Társasági tagság
- Romániai Képzőművészek Szövetsége (Uniunea Artiștilor Plastici din România)
- Barabás Miklós Céh
- Magyar Művészeti Akadémia tagja (2005 óta)

## Díjak, elismerések
- Szováta város díszpolgára (Szováta, 1995)
- Maros menti ÁFÉSZ-díj (Makói művésztelep, 1995)
- Csongrád megye művészeti díja (Makói művésztelep, 1997)
- Pro Cultura Hungarica díj (2005)
- A Magyar Köztársasági Érdemrend lovagkeresztje (2010)

## Családja
Özvegyen maradt. Szabó Piroska, férje után Kusztos Piroska volt a felesége, 1985-ben halt meg; gyermekük Kusztos Sz. Endre 1959-ben született, 1992-ben vesztette életét.